# 2004年欧州議会議員選挙 (ポーランド)
2004年欧州議会議員選挙（2004ねん おうしゅうぎかい ぎいんせんきょ）は、欧州連合（EU）の議決機関である欧州議会を構成する欧州議会議員を改選するために行われた選挙で、ポーランド共和国では6月13日に実施された。本稿では、ポーランドにおける欧州議会議員選挙の結果について取り上げる。

## 概要
欧州議会の議員は5年ごとに改選されるが、ポーランドはこの年の5月1日に欧州連合に加盟したため、初めての欧州議会議員選挙となった。

## 基礎データ
- 選挙権・被選挙権：共に18歳以上の欧州連合市民
- 欧州議会議員定数（ポーランド共和国）：54議席
- 議員の任期：5年
- 選挙制度：比例代表（非拘束名簿式で、議席配分はドント方式による）
- 選挙区：ポーランドに割り当てられた50議席を13選挙区に配分。
  - 選挙区への配分方法

  1. まず、全国レベルで得票集計が行われ、5％以上の有効得票を得た政党にドント方式で議席配分される
  2. 次に「各政党の党外選挙区での得票×全国での当該政党の議席数÷全国での当該政党の得票」の計算式で、選挙区毎の議席配分を決定する
  3. 上記の形式で算出された数値の整数部分を各選挙ごとの議席としてまず配分する。
  4. 残余議席が生じた場合は、小数点以下の数値が大きい選挙区から順に配分される。

## 選挙結果
- 投票日：2004年6月13日
- 登録有権者数：29,986,109名
- 投票率：20.87％
- 投票数：6,258,550名
- 有効得票数：6,091,531票

| 党派（政党連合）                  | 党派（政党連合）               | 得票      | 得票率 | 議席 | 議席率 |
| --------------------------------- | ------------------------------ | --------- | ------ | ---- | ------ |
| 市民プラットフォーム（PO）        | 市民プラットフォーム（PO）     | 1,467,775 | 24.10  | 15   | 27.78  |
| ポーランド家族同盟（LPR）         | ポーランド家族同盟（LPR）      | 969,689   | 15.92  | 10   | 18.52  |
| 法と正義（PiS）                   | 法と正義（PiS）                | 771,858   | 12.67  | 7    | 12.96  |
| 自衛（Samoobrona）                | 自衛（Samoobrona）             | 656,782   | 10.78  | 6    | 11.11  |
| 民主左翼連合＝労働連合 （SLD-UP） | 民主左翼連合（SLD）            | 569,311   | 9.35   | 5    | 9.26   |
| 民主左翼連合＝労働連合 （SLD-UP） | 労働連合（UP）                 | 569,311   | 9.35   | 5    | 9.26   |
| 自由連合（UW）                    | 自由連合（UW）                 | 446,549   | 7.33   | 4    | 7.41   |
| ポーランド農民党（PSL）           | ポーランド農民党（PSL）        | 386,340   | 6.34   | 4    | 7.41   |
| ポーランド社会民主主義（SDPL）    | ポーランド社会民主主義（SDPL） | 324,707   | 5.33   | 3    | 5.56   |

出典：ポスト社会主義諸国の政党・選挙データベース作成研究会 編 “CIAS Discussion Paper No.9 ポスト社会主義諸国 政党・選挙ハンドブックⅠ”（京都大学地域研究統合情報センター）